# Zott
Zott je europska mljekarska tvrtka osnovana u mjestu Mertingen, u Njemačkoj 1926. godine. Zott proizvodi mliječne proizvode uključujući proizvode od mlijeka i sireve, deserte, vrhnje i jogurte. Glavna tvornica tvrtke nalazi se u Mertingenu (Bavarska). Druge tvornice nalaze se u Günzburgu, u Njemačkoj Poljska: Opole, Głogowo blizu Toruńa i Racibórza. Proizvodni pogon u Bosni i Hercegovini (Gradačac) osnovan je 2013. godine. S procijenjenom konsolidiranom prodajom od 894 milijuna EUR, proizvodnjom mlijeka od 951 milijuna kg i 2120 zaposlenih u 2013. godini, Zott je jedna od većih industrija mliječnih proizvoda u Europi i jedan je od vodećih mljekara u Poljskoj.

## Zott international
Zott ima predstavništva u više od 75 zemalja po svijetu i također ima prodajne urede u Češkoj, Slovačkoj, Mađarskoj i Singapuru te predstavništvo u Rusiji.

### Zott u Njemačkoj
Glavna tvornica Zott grupacije nalazi se u Mertingenu (Bavarska), gdje se proizvode jogurt, deserti i mozzarella. Još jedan proizvodni pogon u Njemačkoj nalazi se u Günzburgu (Bavarska), koji je usmjeren na proizvodnju tvrdih i polutvrdih sireva, prerađenog sira i raznih artikala u obliku praha.
- Proizvodni pogon tvrtke Zott u Mertingenu (Bavarska)
- Proizvodni pogon tvrtke Zott u Mertingenu (Bavarska)

### Zott u Poljskoj
U Poljskoj postoje tri proizvodna pogona u mjestima Opole, Glogowo i Raciborz. Zott Poljska proizvodi voćne jogurte, prirodne proizvode, deserte, napitke i Twarog.

### Zott u Bosni i Hercegovini
Pogon u Bosni i Hercegovini, u Gradačcu, specijaliziran je za proizvodnju UHT mlijeka, prirodnih proizvoda i bezalkoholnih napitaka.

## Održivost i dobrotvorni rad

### Toplana na piljevinu
Toplana na piljevinu snabdijeva energijom tvornicu u Mertingenu (Njemačka).

### Tvornica-za-naš-planet
Od listopada 2012. godine, Zott zajedno sa studentskom inicijativom "Plant-for-the-Planet" (Tvornica-za-naš-planet) (osnovana 2007. godine) u redovitim razmacima organizira "Zott Tvornica-za-naš-planet akademije". Djeca se uz igru upoznaju s problemima klimatskog zakonodavstva i zaštite okoliša.

### Djeca trče za djecu
Od školske 2009./2010. godine Zott je sponzor inicijative "Djeca trče za djecu" (moto: Krećemo se kako bismo nešto promijenili), koja prikuplja sredstva za SOS Dječja sela u Njemačkoj i diljem svijeta. S puno razumijevanja i trajne predanosti, inicijativa približava široj javnosti aspekte edukacije o ishrani, fizičke aktivnosti i društvenog angažiranja.

### Bez genetski modificiranih organizama
"Trebamo znati odakle nešto dolazi i što je u njemu", to su dvije glavne stvari koje interesiraju njemačke potrošače. Anketa, koju je za potrebe tvrtke Zott proveo Institut Forsa, također je pokazala, da je za 85% njemačkih potrošača važno da je hrana proizvedena bez genetski modificiranih elemenata. To je također važno za tvrtku Zott iz Mertingena. Zbog toga su "Zottarella" i "Bayerntaler" promijenjeni u "garantirano bez genetski modificiranih organizama i uvozne stočne hrane".

### Zott kvalitetno mlijeko s ljubavlju
Program "Zott kvalitetno mlijeko pravljeno s ljubavlju" u prvom redu se obraća svim njemačkim proizvođačima tvrtke Zott. S ovim programom tvrtka Zott je razvila koncept koji se u sljedećim godinama može internacionalno prilagoditi za Poljsku, Češku te Bosnu i Hercegovinu. Zajedno sa svojim proizvođačima mlijeka, Zott provodi veliki broj velikih i manjih mjera radi ostvarivanja isplative i održive poljoprivrede u budućnosti, a koje se ogledaju u različitim komponentama ovoga programa.

### Božićni vozači kamiona - Ivanovci
Od 2010. zaposleni tvrtke Zott sudjeluju u inicijativi "Božićni vozači kamiona - Ivanovci" kako bi božićno raspoloženje (paketi s iznenađenjima poput igračaka, itd.) prenijeli siromašnim obiteljima u istočnoj Europi. Od 2012. godine, djeca iz vrtića, jaslica i škole u Mertingenu koriste priliku da se sudjeluju u manifestaciji koju organizira tvrtka Zott. Svake godine, tvrtka Zott pomaže ovu inicijativu s posebnim kamionom i vozačem.

## Brandovi

### Monte
Monte je jedan od najpoznatijih brandova tvrtke Zott u svijetu. Monte se prodaje u više od 40 zemalja. Monte je desert s kombinacijom vrhnja, lješnjaka i čokolade. Monte paleta proizvoda:
| Originalni                       | dvodijelni               | Plus                      | 2Go         |
| -------------------------------- | ------------------------ | ------------------------- | ----------- |
| Monte pakiranje od četiri komada | Monte keks s maslacem    | Monte plus karamel sos    | Monte Drink |
| Monte pakiranje od šest komada   | Monte Cappuccino kuglice | Monte plus čokoladni sos  | Monte Snack |
| Monte Maxi                       | Monte Crunchy            | Monte plus Cappuccino sos |             |
| Monte Single Pot                 | Monte Cherry             |                           |             |

### Sahne Joghurt
Zott Sahne Joghurt jogurt od vrhnja, veoma poznat u Njemačkoj i Austriji. Sahne Joghurt je dostupan u velikom broju varijanti i okusa.

### Zottarella
Zottarella je brandirana mozzarella tvrtke Zott. Proizvodi se od mlijeka koje je garantirano bez genetski modificiranih organizama i uvozne hrane. Zottarella je dostupna u velikom broju različitih težina i okusa.

### Jogobella
Jogobella je čuveni vodeći brand tvrtke Zott na tržištu Poljske.

## Reklame
U Zottovim TV reklamama su se mogle vidjeti slavne ličnosti kao Maxl Graf i Roberto Blanco. 2010. godine, tvrtka je angažirala njemačkog nogometnog vratara René Adlera i njegovog brata Rica za nekoliko reklama za brand "Monte". 2013. godine, tvrtka Zott je promijenila ambasadore branda "Monte". Nakon toga su svjetski prvak u jedrenju na dasci, Philip Köster i njegova sestra Kyra počeli reklamirati "Monte". 2013. godine Monte Cherry i Monte Crunchy je na tržištu Poljske reklamirala poljska odbojkaška zvijezda Bartosz Kurek. To je bio drugi put da Bartosz radi reklame za Zott Monte. Csaba Vastag je mađarski glazbenik i od 2013. godine ambasador branda Zott Monte u Mađarskoj.

## Priznanja
Zott redovito od neovisnih institucija dobiva priznanja za visoku kvalitetu proizvoda, kao što je Bundesehrenpreis, PriMax te zlatne, srebrene i brončane medalje Njemačke poljoprivredne udruge (DLG).
- 1986: Zott je dobio nagradu "Goldener Zuckerhut" za Sahne Joghurt.
- 2010: Viši menadžer tvrtke Zott, Frieda Reiter (rođena 1930), postala je počasnom građankom mjesta Mertingen 18. septembra 2010. Mljekara je nazvana po njezinu svekru Georgu Zottu.
- 2012: Tvrtka Zott je u nazočnosti Saveznog ministarstva za poljoprivredu Ilse Aigner dobila licencu za uporabu oznake "Bez GM organizama" za brandove Zottarella i Bayerntaler.
- 2013: Zott je za PriMax 11 puta za redom nagrađen od Njemačke poljoprivredne udruge (DLG).
- 2014: Zott je peti put dobio nacionalnu nagradu njemačkog Saveznog ministarstva za ishranu i poljoprivredu (BmEL).